# Phil Housley
Phillip Francis "Phil" Housley, född 9 mars 1964 i South Saint Paul, Minnesota, är en amerikansk före detta professionell ishockeyspelare som spelade för NHL-lagen Buffalo Sabres, Winnipeg Jets, St. Louis Blues, Calgary Flames, New Jersey Devils, Washington Capitals, Chicago Blackhawks och Toronto Maple Leafs. 

## Karriär
Phil Housley är med sina 338 mål, 894 assists och 1232 poäng den USA-födde spelare som gjort näst flest poäng i NHL. Endast Mike Modano har som amerikanskfödd spelare gjort fler poäng.
Housley är ansedd som en av de bästa amerikanska försvarsspelarna genom tiderna, tillsammans med Chris Chelios och Brian Leetch. Dock vann aldrig Housley Norris Trophy som NHL:s bäste back, mycket tack vare att han spelade under samma era som Ray Bourque, Paul Coffey, Chris Chelios och Brian Leetch. Dessa fyra vann tillsammans varje Norris Trophy mellan 1985 och 1997. Housleys bästa placering i omröstningen till Norris Trophy är en tredjeplats från 1991–92. På grund av detta är Housley av vissa ansedd som en av de mer underskattade backarna genom hockeyhistorien och trots att få vet om det så var han en av de allra bästa backarna i början av 1990-talet, framförallt offensivt. Ofta låg han i topp i backarnas egen poängliga.
Housley vann heller aldrig Stanley Cup. Närmast kom han med Washington Capitals 1998 då de förlorade med 4-0 i Stanley Cup-finalen mot Detroit Red Wings. Han har spelat flest matcher i NHL-historien utan att vinna Stanley Cup av alla spelare med sina 1495 matcher. 
21 januari 2000 spelade Housley NHL-match 1257, som på den tiden var rekord för flest matcher spelade av en amerikan. Ett rekord som tidigare hölls av Craig Ludwig. Housley spelade sammanlagt 1495 matcher i NHL. Detta rekord slogs inte på nästan sju år, tills det slogs av Chris Chelios 24 november 2006. 
Housley valdes in i United States Hockey Hall of Fame 2004 och är idag tillgänglig för att väljas in i Hockey Hall of Fame.
Housley var med och vann World Cup 1996 med USA. Han har också ett silver från OS 2002.

## Statistik

### Klubbkarriär
| 1982–83    | Buffalo Sabres      | NHL        | 77   | 19  | 47  | 66   | 39  | 10 | 3  | 4  | 7  | 2  |
| 1983–84    | Buffalo Sabres      | NHL        | 75   | 31  | 46  | 77   | 33  | 3  | 0  | 0  | 0  | 6  |
| 1984–85    | Buffalo Sabres      | NHL        | 73   | 16  | 53  | 69   | 28  | 5  | 3  | 2  | 5  | 2  |
| 1985–86    | Buffalo Sabres      | NHL        | 79   | 15  | 47  | 62   | 54  | —  | —  | —  | —  | —  |
| 1986–87    | Buffalo Sabres      | NHL        | 78   | 21  | 46  | 67   | 57  | —  | —  | —  | —  | —  |
| 1987–88    | Buffalo Sabres      | NHL        | 74   | 29  | 37  | 66   | 96  | 6  | 2  | 4  | 6  | 6  |
| 1988–89    | Buffalo Sabres      | NHL        | 72   | 26  | 44  | 70   | 47  | 5  | 1  | 3  | 4  | 2  |
| 1989–90    | Buffalo Sabres      | NHL        | 80   | 21  | 60  | 81   | 32  | 6  | 1  | 4  | 5  | 4  |
| 1990–91    | Winnipeg Jets       | NHL        | 78   | 23  | 53  | 76   | 24  | —  | —  | —  | —  | —  |
| 1991–92    | Winnipeg Jets       | NHL        | 74   | 23  | 63  | 86   | 92  | 7  | 1  | 4  | 5  | 0  |
| 1992–93    | Winnipeg Jets       | NHL        | 80   | 18  | 79  | 97   | 52  | 6  | 0  | 7  | 7  | 2  |
| 1993–94    | St. Louis Blues     | NHL        | 26   | 7   | 15  | 22   | 12  | 4  | 2  | 1  | 3  | 4  |
| 1994–95    | Calgary Flames      | NHL        | 43   | 8   | 35  | 43   | 18  | 7  | 0  | 9  | 9  | 0  |
| 1995–96    | Calgary Flames      | NHL        | 59   | 16  | 36  | 52   | 22  | —  | —  | —  | —  | —  |
| 1995–96    | New Jersey Devils   | NHL        | 22   | 1   | 15  | 16   | 8   | —  | —  | —  | —  | —  |
| 1996–97    | Washington Capitals | NHL        | 77   | 11  | 29  | 40   | 24  | —  | —  | —  | —  | —  |
| 1997–98    | Washington Capitals | NHL        | 64   | 6   | 25  | 31   | 24  | 18 | 0  | 4  | 4  | 4  |
| 1998–99    | Calgary Flames      | NHL        | 79   | 11  | 43  | 54   | 52  | —  | —  | —  | —  | —  |
| 1999–00    | Calgary Flames      | NHL        | 78   | 11  | 44  | 55   | 24  | —  | —  | —  | —  | —  |
| 2000–01    | Calgary Flames      | NHL        | 69   | 4   | 30  | 34   | 24  | —  | —  | —  | —  | —  |
| 2001–02    | Chicago Blackhawks  | NHL        | 80   | 15  | 24  | 39   | 34  | 5  | 0  | 1  | 1  | 4  |
| 2002–03    | Chicago Blackhawks  | NHL        | 57   | 6   | 23  | 29   | 24  | —  | —  | —  | —  | —  |
| 2002–03    | Toronto Maple Leafs | NHL        | 1    | 0   | 0   | 0    | 0   | 3  | 0  | 0  | 0  | 0  |
| NHL totalt | NHL totalt          | NHL totalt | 1495 | 338 | 894 | 1232 | 822 | 85 | 13 | 43 | 56 | 36 |